# Fundamentos da Teoria dos Conjuntos
Fundamentos da Teoria dos Conjuntos (Grundzüge der Mengenlehre) é um livro influente e frequentemente citado sobre a teoria dos conjuntos e a obra-prima de Felix Hausdorff .
Ele começou a trabalhar no livro no verão de 1912, O livro que foi completo em Greifswald, onde Hausdorff foi nomeado professor catedrático no semestre de verão de 1913. O livro foi publicado em abril de 1914  e foi a primeira introdução abrangente à teoria dos conjuntos. Além das descobertas da pesquisa e da resolução sistemática de problemas conhecidos da teoria dos conjuntos, o livro também contém capítulos sobre teoria da medida e topologia, que ainda faziam parte da teoria dos conjuntos na época.
O livro foi republicado várias vezes, incluindo em 1927, 1935 e 1965. Existe uma edição atual de Fundamentos da Teoria dos Conjuntos da Springer Verlag de 2002. 